# Šahovski klub Sloga Uskoplje

ŠK Sloga je bosanskohercegovački šahovski klub iz Uskoplja. Klub je član Šahovskog saveza Herceg-Bosne. Predsjednik kluba je Jozo Sičaja. Uglavnom nastupaju po Bosni i Hercegovini. Često organiziraju zajedničke turnire sa ŠK Rama.

## Vanjske poveznice
- ŠK Sloga Uskoplje na stranicama Šahovskog saveza HB[neaktivna poveznica]